# مارجوری هوسپیان دوبکین
مارجوری هوسپیان دوبکین (ارمنی: Մարջըրի Հուսեփյան-Դոբկին؛ Marjorie Anaïs Housepian Dobkin زادهٔ ۲۱ نوامبر ۱۹۲۲ – درگذشته ۸ فوریهٔ ۲۰۱۳) مؤلف و استاد دانشگاه ارمنی‌تبار اهل ایالات متحده آمریکا بود که رشته ادبیات انگلیسی را در کالج بارنارد و دانشگاه کلمبیا نیویورک تدریس می‌نمود.

## زندگی‌نامه
هوسپیان دوبکین در ۲۱ نوامبر ۱۹۲۲ از والدینی مهاجر ارمنی به نام‌های موُسس و ماکروهی هوسپیان در نیویورک سیتی به دنیا آمد. دو ماه و نیم پیش از تولد وی پدربزرگش در جریان در آتش‌سوزی سمیرنا توسط یک سرباز ترک کشته شد که منجر به گریختن مادربزرگش شد. برادر کوچکتر مارجوری، ادگار هوسپیان یک جراح مغز و اعصاب بود؛ و در سال ۱۹۴۴ از کالج برنارد فارغ‌التحصیل شد. وی همچنین برندهٔ جوایزی همچون نشان آناشیراکاتسی فرهنگستان ملی علوم ارمنستان شده است. وی در ۸ فوریه ۲۰۱۳ در سن سالگی در امرسون، نیوجرسی درگذشت.

## نگارخانه

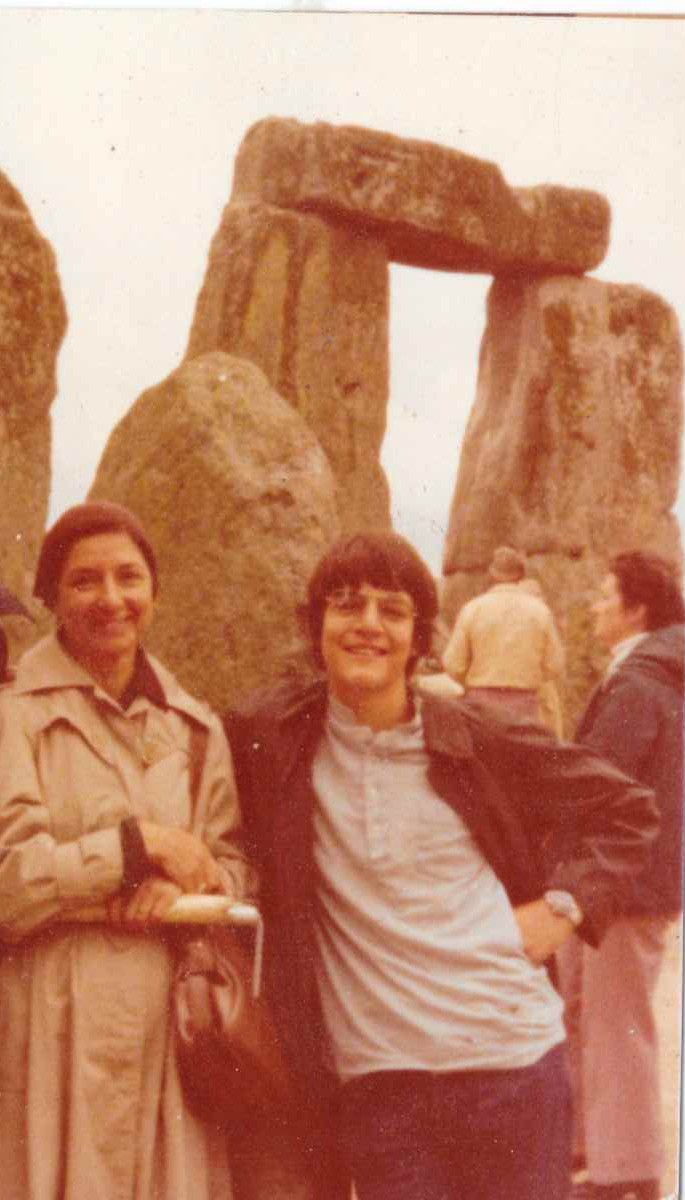